# Uzjel
Uzjel ("moc Boża") – jeden z najważniejszych aniołów angelologii rabinackiej; należy do chóru cherubinów oraz chóru cnót (którego według części źródeł jest wodzem). 
W Księdze Razjela Uzjel jest jednym z siedmiu aniołów stojących przed tronem Boga oraz jednym z dziewięciu aniołów ustanowionych nad czterema wiatrami. 
W Raju utraconym (IV, 995-999) Uzjel jest "zastępcą Gabriela", którego archanioł wysyła na zwiady do południowej części Raju. 
Z kolei w kabale i targumach Onkelosa i Jonatana Uzjel jest duchem upadłym, jednym z aniołów, którzy współżyli z córkami ludzkimi i spłodzili z nimi gigantów. Jest także piątą z dziesięciu sefirot zła i nieczystości.
W angielskim przekładzie Veritas Jesuitarum Libellus Uzjel został utożsamiony z Urielem.